# Анна (сестра Дидоны)
Анна (финикийско-еврейское Hannah, Hn, ср. Анна) — сестра Дидоны (Элиссы), подвергшейся мифологизации основательницы Карфагена.
Впервые Анна упоминается Невием, где она выступает как сестра Дидоны. Вергилий говорит об Анне как о сестре и верной наперснице Дидоны.
По Варрону именно Анна, а не Дидона, является жертвой любви к Энею. Согласно мифу, после смерти сестры, она бежала из Карфагена в Италию к Энею и, возбудив ревность жены его Лавинии, бросилась в реку Нумиций. Впоследствии, под именем Анны Перенны, её стали почитать как нимфу этой реки
Об Анне рассказывает Овидий в «Фастах». Овидий сообщает, что нумидийцы во главе с Иарбантом (Гиарб) захватили Карфаген. Анна вынуждена была бежать, и покончила жизнь самоубийством. По Овидию, Иарбант захватил Карфаген, но удерживал его всего три года, после чего самостоятельность города была восстановлена.
В «Энеиде» Анна является одним из главных действующих лиц 4-й книги.